# 11043 Pepping
11043 Pepping (1989 YX6) là một tiểu hành tinh vành đai chính được phát hiện ngày 25 tháng 12 năm 1989 bởi F. Borngen ở Tautenburg.